# Lumber Bridge
Lumber Bridge és una població dels Estats Units a l'estat de Carolina del Nord. Segons el cens del 2000 tenia 118 habitants.

## Demografia
Segons el cens del 2000, Lumber Bridge tenia 118 habitants, 42 habitatges i 33 famílies. La densitat de població era de 69 habitants per km².
Dels 42 habitatges en un 28,6% hi vivien nens de menys de 18 anys, en un 66,7% hi vivien parelles casades, en un 7,1% dones solteres, i en un 21,4% no eren unitats familiars. En el 19% dels habitatges hi vivien persones soles el 14,3% de les quals corresponia a persones de 65 anys o més que vivien soles. El nombre mitjà de persones vivint en cada habitatge era de 2,64 i el nombre mitjà de persones que vivien en cada família era de 3.
Per edats la població es repartia de la següent manera: un 22% tenia menys de 18 anys, un 8,5% entre 18 i 24, un 23,7% entre 25 i 44, un 28,8% de 45 a 60 i un 16,9% 65 anys o més.
L'edat mediana era de 43 anys. Per cada 100 dones de 18 o més anys hi havia 95,7 homes.
La renda mediana per habitatge era de 40.938 $ i la renda mediana per família de 41.875 $. Els homes tenien una renda mediana de 25.313 $ mentre que les dones 24.500 $. La renda per capita de la població era de 12.513 $. Entorn del 21,4% de les famílies i el 35,3% de la població estaven per davall del llindar de pobresa.

## Poblacions properes
El següent diagrama mostra les poblacions més properes.